# Nehalennia gracilis
Nehalennia gracilis – gatunek ważki z rodziny łątkowatych (Coenagrionidae). Występuje na terenie Ameryki Północnej – w Kanadzie oraz we wschodniej połowie USA; jest szeroko rozprzestrzeniony i pospolity. Opisał go w 1895 roku Albert Pitts Morse w oparciu o okazy samców i samic odłowione w dwóch lokalizacjach w stanie Massachusetts. Gatunek ten jest bardzo podobny do Nehalennia irene i bywał z nim mylony.